# Sobięcin Górny
Sobięcin Górny (niem. Ober Hermsdorf) – część miasta Boguszowa-Gorców, położona w jego górskiej północnej części.
Sobięcin Górny to dawniej samodzielna miejscowość. W latach 1945–50 wchodził w skład miasta Sobięcin w powiecie wałbrzyskim w woj. wrocławskim. 1 stycznia 1951 Sobięcin włączono do Wałbrzycha, oprócz Sobięcina Górnego, który włączono do miasta Boguszowa.
1 stycznia 1973 miasto Boguszów (z Sobięcinem Górnym) włączono do nowo utworzonego miasta Boguszów-Gorce.